# Jämtlands västra domsagas valkrets
Jämtlands västra domsagas valkrets var i valen till andra kammaren 1881–1908 en egen valkrets med ett mandat. Valkretsen, som ungefär motsvarar landskapet Jämtland väster om Östersund, avskaffades vid införandet av proportionellt valsystem i valet 1911 och delades då mellan Jämtlands läns norra valkrets och Jämtlands läns södra valkrets. 

## Riksdagsmän
- Gunnar Eriksson, lmp (1882–vårsessionen 1887)
- Gustaf Erikson, gamla lmp 1888–1890 (höstsessionen 1887–1890)
- Gunnar Eriksson, gamla lmp (1891–1893)
- Olof Walter, gamla lmp 1894, folkp 1895–1899 (1894–1899)
- Johan Olofsson, lib s (1900–1905)
- Erik Sundin, lib s (1906–1908)
- Johan Olofsson, lib s (1909–1911)

## Valresultat

### 1896
| Andrakammarvalet i Sverige 1896: Jämtlands västra domsagas valkrets | Andrakammarvalet i Sverige 1896: Jämtlands västra domsagas valkrets | Andrakammarvalet i Sverige 1896: Jämtlands västra domsagas valkrets | Andrakammarvalet i Sverige 1896: Jämtlands västra domsagas valkrets | Andrakammarvalet i Sverige 1896: Jämtlands västra domsagas valkrets |
| Kandidat                                                            | Kandidat                                                            | Röster                                                              | Röster                                                              | Röster                                                              |
| Kandidat                                                            | Kandidat                                                            | Antal                                                               | %                                                                   | +− %                                                                |
| ------------------------------------------------------------------- | ------------------------------------------------------------------- | ------------------------------------------------------------------- | ------------------------------------------------------------------- | ------------------------------------------------------------------- |
|                                                                     | Olof Walter (fp)                                                    | 650                                                                 | 54,7                                                                |                                                                     |
|                                                                     | Gunnar Eriksson i Mörviken                                          | 531                                                                 | 44,7                                                                |                                                                     |
|                                                                     | Övriga kandidater                                                   | 7                                                                   | 0,6                                                                 |                                                                     |
| Antal giltiga röster                                                | Antal giltiga röster                                                | 1 188                                                               |                                                                     |                                                                     |
| Kasserade röster                                                    | Kasserade röster                                                    | 1                                                                   |                                                                     |                                                                     |
| Totalt                                                              | Totalt                                                              | 1 189                                                               |                                                                     |                                                                     |

Valkretsen hade 24 884 invånare den 31 december 1895, varav 1 896 eller 7,6 % var valberättigade. 1 189 personer deltog i valet, ett valdeltagande på 62,7%.

### 1899
| Andrakammarvalet i Sverige 1899: Jämtlands västra domsagas valkrets | Andrakammarvalet i Sverige 1899: Jämtlands västra domsagas valkrets | Andrakammarvalet i Sverige 1899: Jämtlands västra domsagas valkrets | Andrakammarvalet i Sverige 1899: Jämtlands västra domsagas valkrets | Andrakammarvalet i Sverige 1899: Jämtlands västra domsagas valkrets |
| Kandidat                                                            | Kandidat                                                            | Röster                                                              | Röster                                                              | Röster                                                              |
| Kandidat                                                            | Kandidat                                                            | Antal                                                               | %                                                                   | +− %                                                                |
| ------------------------------------------------------------------- | ------------------------------------------------------------------- | ------------------------------------------------------------------- | ------------------------------------------------------------------- | ------------------------------------------------------------------- |
|                                                                     | Johan Olofsson i Digernäs                                           | 521                                                                 | 52,5                                                                |                                                                     |
|                                                                     | Gunnar Eriksson i Mörviken                                          | 360                                                                 | 36,3                                                                | ▼8,4                                                                |
|                                                                     | Gustaf Erikson i Myckelgård                                         | 88                                                                  | 8,9                                                                 |                                                                     |
|                                                                     | Övriga kandidater                                                   | 23                                                                  | 2,3                                                                 |                                                                     |
| Antal giltiga röster                                                | Antal giltiga röster                                                | 992                                                                 |                                                                     |                                                                     |
| Kasserade röster                                                    | Kasserade röster                                                    | 2                                                                   |                                                                     |                                                                     |
| Totalt                                                              | Totalt                                                              | 994                                                                 |                                                                     |                                                                     |

Valet hölls den 20 augusti 1899. Valkretsen hade 25 984 invånare den 31 december 1898, varav 1 896 eller 7,3 % var valberättigade. 994 personer deltog i valet, ett valdeltagande på 52,4%.

### 1902
| Andrakammarvalet i Sverige 1902: Jämtlands västra domsagas valkrets | Andrakammarvalet i Sverige 1902: Jämtlands västra domsagas valkrets | Andrakammarvalet i Sverige 1902: Jämtlands västra domsagas valkrets | Andrakammarvalet i Sverige 1902: Jämtlands västra domsagas valkrets | Andrakammarvalet i Sverige 1902: Jämtlands västra domsagas valkrets |
| Kandidat                                                            | Kandidat                                                            | Röster                                                              | Röster                                                              | Röster                                                              |
| Kandidat                                                            | Kandidat                                                            | Antal                                                               | %                                                                   | +− %                                                                |
| ------------------------------------------------------------------- | ------------------------------------------------------------------- | ------------------------------------------------------------------- | ------------------------------------------------------------------- | ------------------------------------------------------------------- |
|                                                                     | Johan Olofsson i Digernäs                                           | 457                                                                 | 55,1                                                                | ▲2,6                                                                |
|                                                                     | Gustaf Erikson i Myckelgård                                         | 369                                                                 | 44,4                                                                | ▲35,5                                                               |
|                                                                     | Övriga kandidater                                                   | 4                                                                   | 0,5                                                                 |                                                                     |
| Antal giltiga röster                                                | Antal giltiga röster                                                | 830                                                                 |                                                                     |                                                                     |
| Kasserade röster                                                    | Kasserade röster                                                    | 1                                                                   |                                                                     |                                                                     |
| Totalt                                                              | Totalt                                                              | 831                                                                 |                                                                     |                                                                     |

Valet hölls den 6 september 1902. Valkretsen hade 26 390 invånare den 31 december 1901, varav 2 056 eller 7,8 % var valberättigade. 831 personer deltog i valet, ett valdeltagande på 40,4%.

### 1905
| Andrakammarvalet i Sverige 1905: Jämtlands västra domsagas valkrets | Andrakammarvalet i Sverige 1905: Jämtlands västra domsagas valkrets | Andrakammarvalet i Sverige 1905: Jämtlands västra domsagas valkrets | Andrakammarvalet i Sverige 1905: Jämtlands västra domsagas valkrets | Andrakammarvalet i Sverige 1905: Jämtlands västra domsagas valkrets |
| Kandidat                                                            | Kandidat                                                            | Röster                                                              | Röster                                                              | Röster                                                              |
| Kandidat                                                            | Kandidat                                                            | Antal                                                               | %                                                                   | +− %                                                                |
| ------------------------------------------------------------------- | ------------------------------------------------------------------- | ------------------------------------------------------------------- | ------------------------------------------------------------------- | ------------------------------------------------------------------- |
|                                                                     | Erik Sundin i Hallen                                                | 430                                                                 | 54,5                                                                |                                                                     |
|                                                                     | Gustaf Erikson i Myckelgård                                         | 241                                                                 | 30,5                                                                | ▼13,9                                                               |
|                                                                     | Övriga kandidater                                                   | 118                                                                 | 15,0                                                                |                                                                     |
| Antal giltiga röster                                                | Antal giltiga röster                                                | 789                                                                 |                                                                     |                                                                     |
| Kasserade röster                                                    | Kasserade röster                                                    | 4                                                                   |                                                                     |                                                                     |
| Totalt                                                              | Totalt                                                              | 793                                                                 |                                                                     |                                                                     |

Valet hölls den 10 september 1905. Valkretsen hade 25 730 invånare den 31 december 1904, varav 2 188 eller 8,5 % var valberättigade. 793 personer deltog i valet, ett valdeltagande på 36,2%.

### 1908
| Andrakammarvalet i Sverige 1908: Jämtlands västra domsagas valkrets | Andrakammarvalet i Sverige 1908: Jämtlands västra domsagas valkrets | Andrakammarvalet i Sverige 1908: Jämtlands västra domsagas valkrets | Andrakammarvalet i Sverige 1908: Jämtlands västra domsagas valkrets | Andrakammarvalet i Sverige 1908: Jämtlands västra domsagas valkrets |
| Kandidat                                                            | Kandidat                                                            | Röster                                                              | Röster                                                              | Röster                                                              |
| Kandidat                                                            | Kandidat                                                            | Antal                                                               | %                                                                   | +− %                                                                |
| ------------------------------------------------------------------- | ------------------------------------------------------------------- | ------------------------------------------------------------------- | ------------------------------------------------------------------- | ------------------------------------------------------------------- |
|                                                                     | Johan Olofsson i Digernäs                                           | 756                                                                 | 72,8                                                                |                                                                     |
|                                                                     | Magnus Jonsson i Valne (höger)                                      | 268                                                                 | 25,8                                                                |                                                                     |
|                                                                     | Övriga kandidater                                                   | 15                                                                  | 1,4                                                                 |                                                                     |
| Antal giltiga röster                                                | Antal giltiga röster                                                | 1 039                                                               |                                                                     |                                                                     |
| Kasserade röster                                                    | Kasserade röster                                                    | 1                                                                   |                                                                     |                                                                     |
| Totalt                                                              | Totalt                                                              | 1 040                                                               |                                                                     |                                                                     |

Valet hölls den 13 september 1908. Valkretsen hade 25 532 invånare den 31 december 1907, varav 2 199 eller 8,6 % var valberättigade. 1 040 personer deltog i valet, ett valdeltagande på 47,3 %.